# Шамаш-мудаммик
Шамаш-мудаммик (mdŠamaš-mumuddamiq (mdUTU-mu-SIG5); букв. «Шамаш-благотворящий») — царь Вавилонии, правил приблизительно в 920 — 900 годах до н. э.
Из VIII Вавилонской династии. Современник царя Ассирии Адад-нирари II, с которым вёл многолетнюю войну. Около 905 года до н. э. потерпел поражение от ассирийского царя Адад-нирари II в битве у горы Ялман на реке Нижний Заб. По мирному договору с Ассирией Шамаш-мудаммик уступил Ассирии области городов Аррапха, Лубду и Дер, входившие до этого в его царство.

## Биография
Неизвестного происхождения, продолжительность его правления в равной степени неопределенна. То, что он следует Мар-бити-аххе-иддином, указывает последовательность из ассирийского синхронистического царского списка, но ассирийский контакт был скудный, и это может просто записывать те правители, которые взаимодействуют, исключая тех, кто этого не сделал. Его правление знаменует собой возобновление контактов характеризуется как «бои, союзы, переход границы, и (позднее) дипломатические браки, которые, как представляется, связаны две страны».
Анналы Адад-нирари II содержат запись о том, что ассирийский царь проводил кампанию против Вавилонии в течение последнего десятилетия X-го века до н. э., хотя точная хронология расплывчата, возможно, между 908 и 902 годами до н. э. Адад-нирари утверждает, что победил Шамаш-мудаммика, который «создал линию сражения у подножия горы Ялман», возможно, юго-восточный Джебель-Хамрин, когда он попытался сделать стойку на перевале и «колесницы его и команды лошадей (Адад-Nārāri) отнял у него».

«… Тот, кто нанёс поражение Шамаш-мудаммику, царя Кардуниаша от Ялман к реке Туран (DUR.AN.MEŠ). С Lahiru в Угар-Саллу, на границе Ассирии … Все земли Дера я победил, Аррапху и Лубди, крепости Кардуниаша, я добавил к Ассирии.»
— Анналы Адад-нирари II. Эпоним года Или-напишти-уцура, евнуха царя.
Ассирийская граница придвинулась к Вавилону ближе чем на 150 км, почти вплотную достигнув Сиппара и Дур-Куригальзу. Несмотря на это поражение, нет никаких доказательств, что его встретили насильственной смертью, и он, вероятно, умер на рубеже веков.